# Dawno temu w trawie
Dawno temu w trawie (ang. A Bug’s Life) – film animowany ukończony w 1998 roku, w reżyserii Johna Lassetera w koprodukcji Disneya i Pixara.
Został dobrze przyjęty przez publikę i krytyków; serwis Rotten Tomatoes przyznał mu wynik 92%.
Premiera filmu w Polsce w kinach odbyła się 29 stycznia 1999 roku z dystrybucją Syrena Entertainment Group. Film został wydany w Polsce na kasetach wideo w 2000 i 2003 roku z firmą Imperial Entertainment. Film wydany na DVD przez Imperial, CD Projekt. Film wydany na Blu-Ray z dystrybucją Galapagos Films.

## Opis fabuły
Mrówka Flik podejmuje próbę ułatwienia życia mrówek poprzez zmechanizowanie wykonywanych przez nie czynności. Próby uruchomienia prototypu jednego z wynalazków powodują zniszczenie zapasów żywności, gromadzonej jako haracz dla nękających mrowisko koników polnych. Przywódca koników polnych Hopper uznał, że winna stratom jest Księżniczka Ata, pełniąca obowiązki królowej mrowiska. Flik decyduje się na wyprawę poza kolonię, z której chce sprowadzić owady będące w stanie chronić mrówki przed napastnikami. Na skutek splotu nieporozumień i zbiegów okoliczności, sprowadza jednak trupę cyrkową, przez co zostaje wygnany z mrowiska. Kiedy jednak po jakimś czasie koniki polne wracają i planują zgładzić królową mrówek, Flik bierze sprawy w swoje ręce i mrówki łączą siły z cyrkowcami, żeby przeciwstawić się gangowi Hoppera.

## Obsada
- Dave Foley – Flik
- Kevin Spacey – Hopper
- Julia Louis-Dreyfus – Księżniczka Ata
- Phyllis Diller – Królowa
- Richard Kind – Morda
- David Hyde Pierce – Slim
- Joe Ranft – Helmut
- Denis Leary – Francis
- Madeline Kahn – Gypsy
- Bonnie Hunt – Rosie
- John Ratzenberger – Pan Pchełka
- Brad Garrett – Dim
- Roddy McDowall – Pan Grunt
- Edie McClurg – Dr Flora
- Alex Rocco – Rządca
- David Ossman – Korneliusz

## Wersja polska
Opracowanie wersji polskiej: Studio Sonica

Reżyser: Joanna Wizmur

Tłumaczenie: Mariusz Arno Jaworowski

Dialogi polskie: Elżbieta Łopatniukowa

Tekst piosenki: Marek Robaczewski

Dźwięk i montaż: Sławomir Czwórnóg

Kierownictwo muzyczne: Marek Klimczuk

Kierownictwo produkcji: Beata Aleksandra Kawka

Produkcja: Disney Character Voices International, Inc.

Udział wzięli:
- Tomasz Bednarek – Flik
- Paweł Szczesny – Hopper
- Magdalena Wójcik – Księżniczka Ata
- Zofia Jaworowska – Dora
- Elżbieta Gaertner – Królowa
- Krzysztof Jańczak – Morda
- Tadeusz Borowski – Slim
- Tomasz Grochoczyński – Helmut
- Jacek Kawalec – Francis
- Eugeniusz Robaczewski – Modlich
- Elżbieta Jędrzejewska – Gypsy
- Karina Szafrańska – Rosie
- Jerzy Cnota – Pan Pchełka
- Zbigniew Konopka – Dim
- Ryszard Nawrocki – Pan Grunt
- Elżbieta Kopocińska – Doktor Flora
- Włodzimierz Bednarski – Rządca
- Andrzej Gawroński – Korneliusz
- Joanna Jabłczyńska

i inni
Piosenkę „Chwila ta nadeszła już” śpiewają: Andrzej Dąbrowski oraz Agnieszka Betley, Agnieszka Piotrowska, Katarzyna Pysiak.